# Canton de Meslay-du-Maine
Le canton de Meslay-du-Maine est une circonscription électorale française située dans le département de la Mayenne et la région Pays de la Loire.

## Géographie
Ce canton est organisé autour de Meslay-du-Maine dans les arrondissements de Château-Gontier et Mayenne. Son altitude varie de 27 m (Bouessay) à 286 m (Torcé-Viviers-en-Charnie).

## Histoire
Par décret du 21 février 2014, le nombre de cantons du département est divisé par deux, avec mise en application aux élections départementales de mars 2015. Le canton de Meslay-du-Maine est conservé et s'agrandit. Il passe de 14 à 38 communes.

## Représentation

### Conseillers d'arrondissement (de 1833 à 1940)
| Période                                  | Période          | Identité                                  | Étiquette                | Qualité |
| ---------------------------------------- | ---------------- | ----------------------------------------- | ------------------------ | --- |
| 1833                                     | 1845             | Auguste Duval                             |                          | Propriétaire, maire de Bazougers                                                                            |
| 1845                                     | 1853             | Jules Leblanc de Boisricheux (1800-1888)  |                          | Magistrat, maire de Bazougers                                                                               |
| 1853                                     | 1855             | Hilaire Dodard-Desloges                   |                          | Avocat, suppléant du juge de paix du canton de Brûlon (Sarthe)                                              |
| 1855                                     | 1864             | Camille Le Monnier de Lorière (1830-1921) | Conservateur             | Avocat, propriétaire, maire d'Épineux-le-Seguin                                                             |
| 1864                                     | 1880             | Théodore Touchard                         |                          | Notaire, maire de Meslay-du-Maine                                                                           |
| 1880                                     | 1893 (décès)     | Pierre Berthelot                          |                          | Propriétaire, maire de La Cropte                                                                            |
| 1893                                     | 1899 (démission) | Charles Guillet de Préau (1839-1915)      | Conservateur             | Propriétaire du château, maire de Saint-Denis-du-Maine                                                      |
| 1899                                     | 1921             | Ernest Mazure                             | Républicain progressiste | Propriétaire, maire d'Arquenay, président du conseil d'arrondissement                                       |
| 1921                                     | 1934             | Comte Marc de Montalembert                | Conservateur             | Propriétaire du château du Coudray à Saint-Denis-du-Maine                                                   |
| 1934                                     | 1940             | Charles Morazin                           | Union nationale          | Expert, maire de Chémeré-le-Roi                                                                             |
| 1940                                     |                  |                                           |                          | Les conseils d'arrondissement ont été suspendus par la loi du 12 octobre 1940 et n'ont jamais été réactivés |
| Les données manquantes sont à compléter. |                  |                                           |                          | |

Source : Répertoire numérique des annuaires administratifs de la Mayenne. https://archives.lamayenne.fr/archives-en-ligne/ead.html?id=FRAD053_2NUM242&c=FRAD053_2NUM242_e0000017&qid=

### Conseillers généraux de 1833 à 2015
| Période | Période      | Identité                         | Étiquette     | Qualité |
| ------- | ------------ | -------------------------------- | ------------- | --- |
| 1833    | 1842         | Constant Le Bailleul             |               | Agriculteur, maire de Meslay-du-Maine (1830-1851) |
| 1842    | 1848         | Henri de La Rochelambert         | Orléaniste    | Lieutenant-colonel, fabricant de papier à Chémeré-le-Roi, sénateur en 1857 |
| 1848    | 1853         | Adrien Rousseau de Montfrand     |               | Propriétaire à Laval |
| 1853    | 1864         | Jules Leblanc de Boisricheux     |               | Fabricant de chaux, maire de Bazougers, conseiller d'arrondissement |
| 1864    | 1921 (décès) | Camille Lemonnier de Lorière     | Conservateur  | Avocat, propriétaire, maire d'Épineux-le-Seguin, conseiller d'arrondissement |
| 1921    | 1934         | Ernest Mazure                    | URD           | Propriétaire, maire d'Arquenay, conseiller d'arrondissement |
| 1934    | 1940         | Marc de Montalembert (1878-1948) | Conservateur  | Ancien officier d'infanterie, propriétaire, membre de la Chambre d'agriculture, conseiller d'arrondissement Maire de Saint-Denis-du-Maine Nommé membre de la Commission administrative départementale en 1941, nommé conseiller départemental en 1943 |
|         |              |                                  |               | |
| 1945    | 1964         | Gustave Riveron                  | UDSR puis DVD | Agriculteur, maire de La Cropte |
| 1964    | 1970         | Georges Lasserre                 | DVD           | Médecin à Meslay-du-Maine |
| 1970    | 1982         | Gustave Riveron                  | DVD           | Agriculteur, maire de La Cropte |
| 1982    | 2008         | André Derouin                    | DVD           | Éleveur, vice-président du conseil général, maire de Bazougers |
| 2008    | 2015         | Gérard Lochu                     | UMP           | Agriculteur à Bazougers |

### Conseillers départementaux à partir de 2015
| Période élective | Période élective | Mandat | Mandat   | Identité          | Nuance | Nuance | Qualité |
| ---------------- | ---------------- | ------ | -------- | ----------------- | ------ | ------ | --- |
| 2015             | 2021             | 2015   | 2021     | Norbert Bouvet    |        | LR     | Chef d’entreprise (retraité), conseiller général du canton de Grez-en-Bouère (1982-2015), maire de Villiers-Charlemagne (1995-2014), président de la communauté de communes du Pays de Meslay-Grez (2004-2014), 2e vice-président |
| 2015             | 2021             | 2015   | 2021     | Julie Jean Ducoin |        | LR     | Chef d'entreprise de services à domicile, adjointe au maire de Vaiges |
| 2021             | 2027             | 2021   | en cours | Julie Ducoin      |        | LR     | Service de garde d'enfant, conseillère sortante |
| 2021             | 2027             | 2021   | en cours | Sylvain Rousselet |        | DVD    | Agriculteur à Ruillé-Froid-Fonds |

### Résultats détaillés

#### Élections de mars 2015
À l'issue du 1er tour des élections départementales de 2015, deux binômes sont en ballottage : Norbert Bouvet et Julie Jean (Union de la Droite, 40,04 %) et Joël Daniel et Marie-Alix Le Comte (FN, 26,24 %). Le taux de participation est de 50,8 % (7 610 votants sur 14 981 inscrits) contre 50,77 % au niveau départemental et 50,17 % au niveau national.
Au second tour, Norbert Bouvet et Julie Jean (Union de la Droite) sont élus avec 67,51 % des suffrages exprimés et un taux de participation de 49,86 % (4 462 voix pour 7 469 votants et 14 979 inscrits).

#### Élections de juin 2021
Le premier tour des élections départementales de 2021 est marqué par un très faible taux de participation (33,26 % au niveau national). Dans le canton de Meslay-du-Maine, ce taux de participation est de 31,77 % (4 775 votants sur 15 030 inscrits) contre 32,1 % au niveau départemental. À l'issue de ce premier tour, deux binômes sont en ballottage : Julie Ducoin et Sylvain Rousselet (DVD, 52,27 %) et Céline Bellanger et David Ferran (DVG, 29,54 %).
Le second tour des élections est marqué une nouvelle fois par une abstention massive équivalente au premier tour. Les taux de participation sont de 34,36 % au niveau national, 32,97 % dans le département et 31,94 % dans le canton de Meslay-du-Maine. Julie Ducoin et Sylvain Rousselet (DVD) sont élus avec 66,22 % des suffrages exprimés (2 917 voix pour 4 803 votants et 15 036 inscrits),,. 

## Composition

### Composition avant 2015

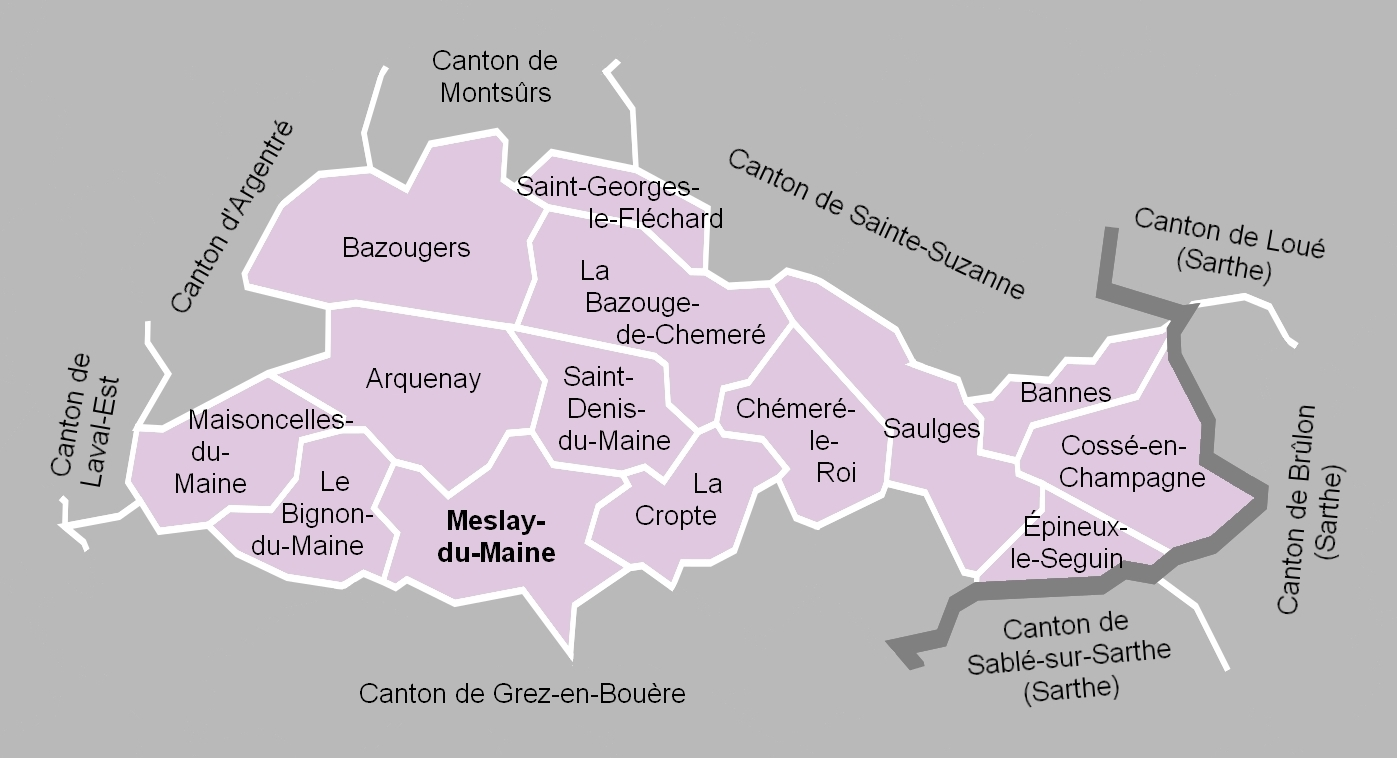
La carte des communes de l'ancien canton. Les cantons limitrophes étaient ceux de Laval-Est, d'Argentré, de Montsûrs, de Sainte-Suzanne, de Loué, de Brûlon, de Sablé-sur-Sarthe et de Grez-en-Bouère.

Situation de l'ancien territoire du canton dans l'arrondissement de Laval.

Le canton de Meslay-du-Maine regroupait quatorze communes.
| Nom                         | Code Insee | Codepostal | Superficie (km2) | Population (dernière pop. légale) | Densité (hab./km2) |
| --------------------------- | ---------- | ---------- | ---------------- | --------------------------------- | ------------------ |
| Meslay-du-Maine (chef-lieu) | 53152      | 53170      | 24,18            | 2 777 (2012)                      | 115                |
| Arquenay                    | 53009      | 53170      | 25,25            | 648 (2012)                        | 26                 |
| Bannes                      | 53019      | 53340      | 8,32             | 131 (2012)                        | 16                 |
| La Bazouge-de-Chemeré       | 53022      | 53170      | 24,84            | 524 (2012)                        | 21                 |
| Bazougers                   | 53025      | 53170      | 31,72            | 1 109 (2012)                      | 35                 |
| Le Bignon-du-Maine          | 53030      | 53170      | 14,29            | 337 (2012)                        | 24                 |
| Chémeré-le-Roi              | 53067      | 53340      | 15,18            | 440 (2012)                        | 29                 |
| Cossé-en-Champagne          | 53076      | 53340      | 20,88            | 332 (2012)                        | 16                 |
| La Cropte                   | 53087      | 53170      | 14,15            | 227 (2012)                        | 16                 |
| Épineux-le-Seguin           | 53095      | 53340      | 9,48             | 209 (2009)                        | 22                 |
| Maisoncelles-du-Maine       | 53143      | 53170      | 15,83            | 538 (2012)                        | 34                 |
| Saint-Denis-du-Maine        | 53212      | 53170      | 14,55            | 433 (2012)                        | 30                 |
| Saint-Georges-le-Fléchard   | 53220      | 53480      | 8,44             | 399 (2012)                        | 47                 |
| Saulges                     | 53257      | 53340      | 21,81            | 297 (2012)                        | 14                 |

À la suite du redécoupage des cantons pour 2015, toutes les communes sont rattachées à nouveau au canton de Meslay-du-Maine, auquel s'ajoutent les douze communes du canton de Grez-en-Bouère, les neuf du canton de Sainte-Suzanne et trois communes du canton de Montsûrs.
Aucune commune supprimée depuis la création des communes sous la Révolution n'était incluse dans le territoire du canton de Meslay-du-Maine antérieur à 2015.

### Composition depuis 2015
Lors du redécoupage de 2014, le canton de Meslay-du-Maine comprenait trente-huit communes entières.
À la suite de la création des communes nouvelles de Sainte-Suzanne-et-Chammes au 1er janvier 2016, par regroupement entre Sainte-Suzanne et Chammes, de Val-du-Maine au 1er janvier 2017 par regroupement entre Ballée et Épineux-le-Seguin, ainsi qu'au décret du 5 mars 2020 rattachant entièrement la commune nouvelle de Montsûrs au canton d'Évron et la commune de Gesnes au canton de Bonchamp-lès-Laval, le canton compte désormais trente-trois communes entières.
| Nom                                     | Code Insee | Intercommunalité          | Superficie (km2) | Population (dernière pop. légale) | Densité (hab./km2) | Modifier                                    |
| --------------------------------------- | ---------- | ------------------------- | ---------------- | --------------------------------- | ------------------ | ------------------------------------------- |
| Meslay-du-Maine (bureau centralisateur) | 53152      | CC du Pays de Meslay-Grez | 24,18            | 2 784 (2022)                      | 115                | modifier les données · modifier les données |
| Arquenay                                | 53009      | CC du Pays de Meslay-Grez | 25,25            | 672 (2022)                        | 27                 | modifier les données · modifier les données |
| Bannes                                  | 53019      | CC du Pays de Meslay-Grez | 8,32             | 119 (2022)                        | 14                 | modifier les données · modifier les données |
| La Bazouge-de-Chemeré                   | 53022      | CC du Pays de Meslay-Grez | 24,84            | 495 (2022)                        | 20                 | modifier les données · modifier les données |
| Bazougers                               | 53025      | CC du Pays de Meslay-Grez | 31,72            | 1 086 (2022)                      | 34                 | modifier les données · modifier les données |
| Beaumont-Pied-de-Bœuf                   | 53027      | CC du Pays de Meslay-Grez | 13,31            | 203 (2022)                        | 15                 | modifier les données · modifier les données |
| Le Bignon-du-Maine                      | 53030      | CC du Pays de Meslay-Grez | 14,29            | 320 (2022)                        | 22                 | modifier les données · modifier les données |
| Blandouet-Saint Jean                    | 53228      | CC des Coëvrons           | 36,72            | 556 (2022)                        | 15                 | modifier les données · modifier les données |
| Bouère                                  | 53036      | CC du Pays de Meslay-Grez | 42,54            | 1 066 (2022)                      | 25                 | modifier les données · modifier les données |
| Bouessay                                | 53037      | CC du Pays Sabolien       | 9,34             | 718 (2022)                        | 77                 | modifier les données · modifier les données |
| Le Buret                                | 53046      | CC du Pays de Meslay-Grez | 12,92            | 313 (2022)                        | 24                 | modifier les données · modifier les données |
| La Chapelle-Rainsouin                   | 53059      | CC des Coëvrons           | 18,05            | 413 (2022)                        | 23                 | modifier les données · modifier les données |
| Chémeré-le-Roi                          | 53067      | CC du Pays de Meslay-Grez | 15,18            | 433 (2022)                        | 29                 | modifier les données · modifier les données |
| Cossé-en-Champagne                      | 53076      | CC du Pays de Meslay-Grez | 20,88            | 307 (2022)                        | 15                 | modifier les données · modifier les données |
| La Cropte                               | 53087      | CC du Pays de Meslay-Grez | 14,15            | 226 (2022)                        | 16                 | modifier les données · modifier les données |
| Grez-en-Bouère                          | 53110      | CC du Pays de Meslay-Grez | 27,29            | 977 (2022)                        | 36                 | modifier les données · modifier les données |
| Maisoncelles-du-Maine                   | 53143      | CC du Pays de Meslay-Grez | 15,83            | 510 (2022)                        | 32                 | modifier les données · modifier les données |
| Préaux                                  | 53184      | CC du Pays de Meslay-Grez | 9,58             | 161 (2022)                        | 17                 | modifier les données · modifier les données |
| Ruillé-Froid-Fonds                      | 53193      | CC du Pays de Meslay-Grez | 23,56            | 575 (2022)                        | 24                 | modifier les données · modifier les données |
| Saint-Brice                             | 53203      | CC du Pays de Meslay-Grez | 13,23            | 524 (2022)                        | 40                 | modifier les données · modifier les données |
| Saint-Charles-la-Forêt                  | 53206      | CC du Pays de Meslay-Grez | 10,61            | 219 (2022)                        | 21                 | modifier les données · modifier les données |
| Saint-Denis-du-Maine                    | 53212      | CC du Pays de Meslay-Grez | 14,55            | 456 (2022)                        | 31                 | modifier les données · modifier les données |
| Saint-Georges-le-Fléchard               | 53220      | CC des Coëvrons           | 8,44             | 378 (2022)                        | 45                 | modifier les données · modifier les données |
| Saint-Léger                             | 53232      | CC des Coëvrons           | 17,22            | 323 (2022)                        | 19                 | modifier les données · modifier les données |
| Saint-Loup-du-Dorat                     | 53233      | CC du Pays de Meslay-Grez | 8,29             | 335 (2022)                        | 40                 | modifier les données · modifier les données |
| Saint-Pierre-sur-Erve                   | 53248      | CC des Coëvrons           | 9,74             | 132 (2022)                        | 14                 | modifier les données · modifier les données |
| Sainte-Suzanne-et-Chammes               | 53255      | CC des Coëvrons           | 44,20            | 1 197 (2022)                      | 27                 | modifier les données · modifier les données |
| Saulges                                 | 53257      | CC des Coëvrons           | 21,81            | 328 (2022)                        | 15                 | modifier les données · modifier les données |
| Thorigné-en-Charnie                     | 53264      | CC des Coëvrons           | 17,57            | 190 (2022)                        | 11                 | modifier les données · modifier les données |
| Torcé-Viviers-en-Charnie                | 53265      | CC des Coëvrons           | 48,77            | 770 (2022)                        | 16                 | modifier les données · modifier les données |
| Vaiges                                  | 53267      | CC des Coëvrons           | 36,26            | 1 164 (2022)                      | 32                 | modifier les données · modifier les données |
| Val-du-Maine                            | 53017      | CC du Pays de Meslay-Grez | 23,67            | 971 (2022)                        | 41                 | modifier les données · modifier les données |
| Villiers-Charlemagne                    | 53273      | CC du Pays de Meslay-Grez | 27,57            | 1 080 (2022)                      | 39                 | modifier les données · modifier les données |
| Canton de Meslay-du-Maine               | 5315       |                           | 689,88           | 20 001 (2022)                     | 29                 | modifier les données                        |

## Démographie

### Démographie avant 2015
| 1962  | 1968  | 1975  | 1982  | 1990  | 1999  | 2006  | 2011  | 2012  |
| ----- | ----- | ----- | ----- | ----- | ----- | ----- | ----- | ----- |
| 7 515 | 6 943 | 6 420 | 6 561 | 6 816 | 7 291 | 7 931 | 8 349 | 8 430 |

### Démographie depuis 2015
En 2022, le canton comptait 20 001 habitants, en évolution de −5,33 % par rapport à 2016 (Mayenne : −0,73 %, France hors Mayotte : +2,11 %).
| 2013   | 2018   | 2022   |
| ------ | ------ | ------ |
| 21 075 | 20 888 | 20 001 |